# Bernal de Bonaval
Bernal de Bonaval (o Bernardo de Bonaval) va ser un trobador gallec del segle xiii, un dels primers a utilitzar com llengua literària el galaicoportuguès, del que es conserven 19 cantigues, 10 d'amor i 9 d'amic. Es creu que va néixer a Santiago de Compostel·la, i va ser poeta àulic en les corts dels reis castellans Ferran III i Alfons el Savi.
Se'l considera un segrel relacionat amb Santiago de Compostel·la, ja que en les seves obres cita repetidament el monestir de Santo Domingo de Bonaval; se'l considera també un dels primers poetes dels cancioneros. Alfons el Savi retreia a Pero da Ponte que no faci poemes a la manera provençal, sinó com Bernal de Bonaval, la qual cosa semblar indicar que componia en un estil pre-trovadoresc autòcton, allunyant-se de cànons estrangers, especialment a les anomenades cantigues de romiatge, de temes relacionats amb els santuaris.

## Cantigues d'amor
- A Bonaval que eu am'e tenho por senhor (CV 660, CBN 1003)

A dona que eu am'e tenho por senhor

amostrade-nhm-a, Deus, se vos em prazer for,

senon dade-mh-a morte.

A quen tenh'eu por lume d'estes olhos meus

e por que choram sempr´,amosade-mh-a,Deus,

senon dade-mh-a morte.

Essa que vós fezestes melhor parecer

de quantas sey, ¡ay Deus!, fazede-mh-a veer.

mostrade-mh-a u possa con ela falar, 

senon dade-mi-a mort.

## Cantigues d'amic
- Fremosas, a Deus grado[1]
- Diss'a fremosa en Bonaval assí[2]
- Se veess'o meu amigo[2]
- Ai, fremosinha, se ben ajades[3]